# Antarctic
Antarctic fue un barco de vapor sueco construido en Drammen, Noruega, en 1871. Fue utilizado en varias expediciones de investigación al Ártico y a la Antártida entre 1898 y 1903.

## Historia
Fue un buque con tres mástiles y equipado con una máquina de vapor, construido en 1871 en Drammen con el nombre de Cap Nor. Inicialmente, se utilizó para la caza de focas alrededor de Svalbard, Jan Mayen y Groenlandia.
A principios de la década de 1890, el armador noruego Svend Foyn quería expandir su negocio al océano Antártico y necesitaba barcos capaces. Para ello, compró el barco, le realizó reparaciones y lo renombró como Antarctic. Años más tarde, el barco se dedicó a la caza de ballenas en la Antártida.
En 1904, el marino argentino José María Sobral (quien integró la expedición antártica de 1901-1903) describió las características del barco de la siguiente manera:

[...] casco de madera de roble con ligazones de extraordinarias dimensiones, con dobles tracas de costado desde la quilla hasta la cubierta y todo recubierto con laurel de Guyana, la roda también de laurel de Guyana reforzada con planchuelas de hierro de media pulgada de espesor en las bandas una junto a la otra, el interior con infinidad de refuerzos de hierro y madera [...]

### Expediciones

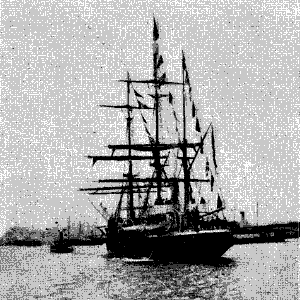
Antarctic zarpando de Gotemburgo en 1901.

Entre 1893 y 1895 realizó un viaje de exploración sobre el potencial ballenero en el continente antártico, a cargo del capitán Leonard Kristensen y liderado por Hendryk Bull. El buque zarpó del puerto noruego de Tønsberg, equipado con 11 cañones, ocho botes balleneros y 31 tripulantes. En su ruta recorrió varias islas del océano Atlántico y pasó el invierno austral en Melbourne (Australia).
En ese viaje, se cree que se realizó el primer desembarco al continente antártico propiamente dicho, el 24 de enero de 1895. El evento ocurrió en el cabo Adare, en el extremo norte de la Tierra de Victoria, con seis hombres, entre ellos Bull, Borchgrevink, Kristensen y Tunzelmann. Otras fuentes creen que esto ya había ocurrido en 1821 en la península Antártica.
En 1897, el buque fue comprado por Alfréd Gabriel Nathorst para su expedición planificada a Svalbard. Una vez más, se realizaron reparaciones extensas antes de llevar a cabo la expedición en 1898. Capitaneado por Emil Nilsson, el buque recorrió la isla del Oso, Svalbard y las islas del Rey Carlos. Entre los científicos participantes se encontraban Axel Hamberg, Otto Kjellström, Gustaf Kolthoff y Henrik Hesselman.
Al año siguiente, partió en una expedición también bajo el mando de Nathorst hacia el norte de Groenlandia con el doble propósito de buscar supervivientes de la expedición ártica de Andrée de 1897 y el cartografiar el área. Meses más tarde, Nathorst vendió el barco a Georg Carl Amdrup para su expedición al este de Groenlandia.
En 1901, el barco fue cedido a Otto Nordenskjöld, quien realizó la segunda temporada de la expedición sueco-rusa a Svalbard, siendo capitán Gerard De Geer.

#### Expedición Antártica Sueca

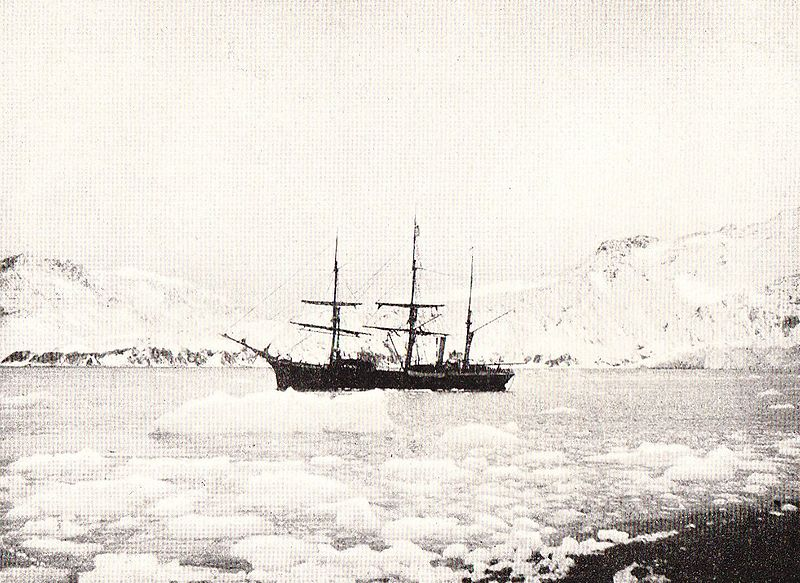
El Antarctic en el hielo antártico.

El 16 de octubre de 1901, el buque, capitaneado por Carl Anton Larsen, zarpó del puerto de Gotemburgo para llevar a cabo la Expedición Antártica Sueca, al mando de Nordenskjöld. Previo a su partida, fue modificado en su interior, para realizar tareas científicas.
Después de explorar partes de las islas Shetland del Sur, la expedición continuó por el estrecho Antarctic hacia la península Antártica. El 15 de enero de 1902, la tripulación descubrió la bahía Esperanza. En febrero, Nordenskjöld eligió la isla Cerro Nevado como campamento de invierno durante parte de la expedición. Después de que todos los preparativos se completaron, el Antarctic partió hacia Georgia del Sur y las islas Malvinas.
Después del invierno boreal de 1902, el barco zarpó de las Malvinas el 5 de noviembre y regresó a la península Antártica pasando previamente por Ushuaia en busca de suministros. El 29 de diciembre, el Antarctic quedó atrapado en el hielo cerca de la bahía Esperanza, y tres tripulantes (Johan Gunnar Andersson, Samuel A. Duse y Toralf Grunden) fueron desembarcados.
El barco luego se liberó y continuó hacia la isla Paulet; en el camino, el Antarctic una vez más quedó atrapado en el hielo el 3 de enero de 1903,  en las aguas del golfo de Erebus y Terror, en el mar de Weddell. El 3 de febrero, nuevamente se liberó, pero estaba dañado y tenía fugas. El capitán Larsen intentó dirigirse hacia la isla Paulet, pero el barco se hundió a unos 40 kilómetros de la costa el 12 de febrero de 1903. Los sobrevivientes del naufragio construyeron una cabaña de piedra en la isla, actual sitio y monumento histórico.
Los náufragos de la isla Paulet y la tripulación que había permanecido en Cerro Nevado y bahía Esperanza, fueron rescatados por la corbeta argentina ARA Uruguay, al mando de Julián Irizar. Años más tarde, en 1944, Andersson publicó el libro Antarctic, Vivió orgullosa y orgullosa morirá.